# Batarà cendrós
El batarà cendrós (Thamnophilus nigrocinereus) és una espècie d'ocell de la família dels tamnofílids (Thamnophilidae).

## Hàbitat i distribució
Habita la vegetació de illes fluvials, manglars i selva pluvial de les terres baixes fins als 500 m del sud-est de Colòmbia, sud de Veneçuela, Guaiana Francesa i nord del Brasil amazònic.